# 9. listopad
9. listopad je 313. den roku podle gregoriánského kalendáře (314. v přestupném roce). Do konce roku zbývá 52 dní.

## Události

### Česko
- 1785 – Josef II. zrušil plaský klášter cisterciáků.
- 2014 – Fed Cup v Praze, 52. ročník ženské tenisové týmové soutěže vyhrály Češky nad Němkami, když Petra Kvitová porazila Němku Angelique Kerberovou za stavu 3:0.

### Svět
- 0694 – Vizigótský král Egika na španělském území na 17. koncilu v Toledu obvinil Židy, že podporují muslimy, a odsoudil je k otroctví.
- 1277 – Anglický král Eduard I. uzavřel dohodu z Aberconwy s Llywelynem ap Gruffyddem, která dočasně ukončila velšské války.
- 1282 – Papež Martin IV. exkomunikoval aragonského krále Petra III.
- 1431 – Husitské války: Sirotčí vojsko vedené Janem Čapkem ze Sán bylo poraženo Uhry v bitvě u Ilavy.
- 1799 – Napoleon Bonaparte svrhl direktorium a vytvořil provizorní vládu.
- 1872 – Požár v Bostonu zničil přes 1000 budov a usmrtil 14 osob. Požár začal ve skladišti v průmyslové čtvrti převážně dřevěných budov, nekontrolovaně se šířil a střed města byl zcela zničen.
- 1887 – Spojené státy získaly právo k užívání havajské zátoky Pearl Harbor, kde plánují vybudovat pacifickou námořní základnu
- 1901 – Sergej Rachmaninov hraje premiéru svého zatím nedokončeného 2. klavírního koncertu C-moll v Moskvě. Dirigent Alexander Siloti uvedl pouze první dvě věty koncertu.
- 1918 – Německý kancléř Maxmilián Bádenský oznámil abdikaci Viléma II.
- 1923 – Byl potlačen pivní puč.
- 1938 – Nacisté během Křišťálové noci, protižidovského pogromu, podpálili v Německu synagogy. Došlo i k násilí a rozbíjení židovských obchodů, nejen v Německu, ale i v Rakousku a Sudetech.
- 1943 – Založena Správa Spojených národů pro pomoc a obnovu (anglicky „United Nations Relief and Rehabilitation Administration“, zkráceně UNRRA).
- 1949 – V USA byl zveřejněn dokument MIL-P-1629, který se stal prvním komerčně využitelným standardem procesu FMEA pro zajišťování jakosti výrobků formou vyhledávání, hodnocení a snižování rizik již při přípravě výroby.
- 1953 – Kambodža získala nezávislost na Francii.
- 1967 – Program Apollo: start kosmické lodě Apollo 4.
- 1967 – Vyšlo první číslo časopisu Rolling Stone.
- 1989 – Pád Berlínské zdi: Západní a Východní Berlín se spojily a byl také otevřen zbytek hranice mezi NDR a NSR.
- 2000 – Revize ústavy Republiky Chorvatsko, která znamenala přechod od poloprezidentského k parlamentnímu systému.
- 2004 – Byl vydán open source internetový prohlížeč Mozilla Firefox ve verzi 1.0.

## Narození

### Česko

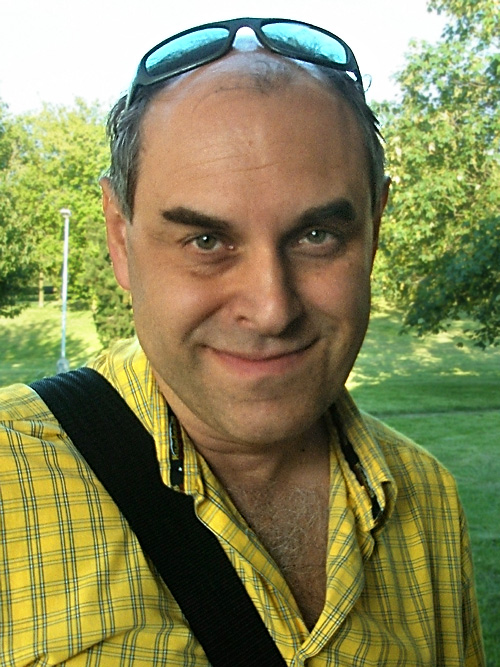
Miroslav Táborský (* 1959)

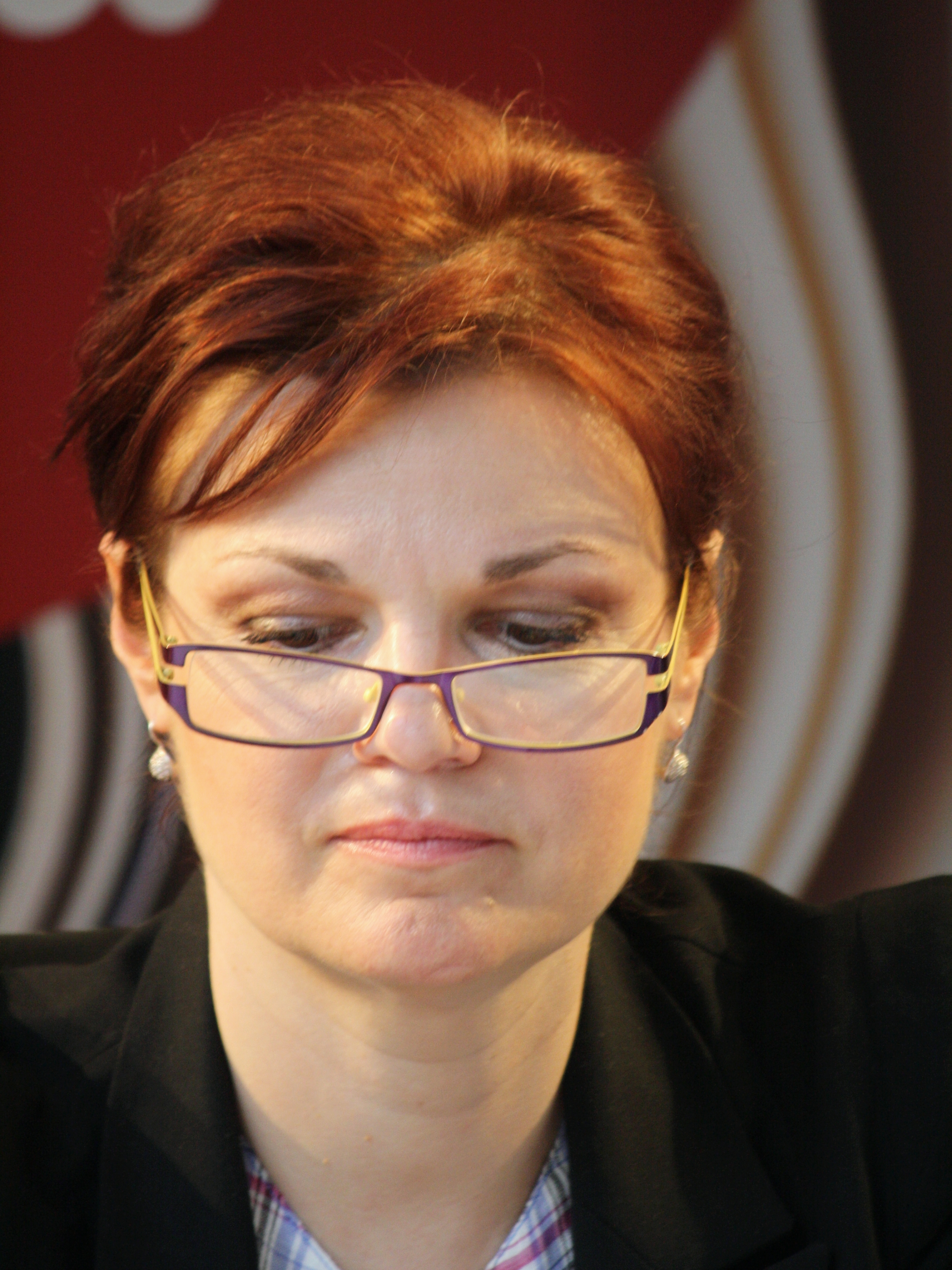
Simona Postlerová (* 1964)

- 1751 – Martin Broulík, kantor a hudební skladatel († 4. června 1817)
- 1769 – Karel Postl, malíř a grafik († 15. března 1818)
- 1800 – Emanuel Arnold, novinář († 4. ledna 1869)
- 1801 – Theodor von Pachmann, česko-rakouský profesor práv († 11. února 1881)
- 1849 – Antonín Kosina, učitel, básník a spisovatel († 4. června 1925)
- 1854 – Josef Miroslav Weber, houslista a hudební skladatel žijící v cizině († 1. ledna 1906)
- 1863 – Dominik Löw, sudetoněmecký politik († 14. února 1931)
- 1865
  - Franz Tobisch, kněz, spisovatel, básník a redaktor († 15. dubna 1934)
  - Alois Ladislav Vymetal, hudební skladatel († 15. října 1918)
- 1871 – Josef Zasche, architekt († 11. října 1957)
- 1880 – Rudolf Karel, hudební skladatel a dirigent († 6. března 1945)
- 1883 – Julian Stříbrný, československý legionář († 16. července 1943)
- 1889 – Theodor Ježdík, profesor hydrologie, rektor ČVUT († 27. února 1967)
- 1890 – Rudolf Hromada, autor esperantských slovníků a překladatel († 26. října 1964)
- 1902
  - Jarmila Lisková, architektka († ?)
  - Alois Zlatník, botanik († 30. června 1979)
- 1907 – František Maxián, klavírista a pedagog († 18. ledna 1971)
- 1913 – Jiří Zástěra, fotbalista († 15. srpna 1983)
- 1922 – Slávka Peroutková, novinářka, třetí manželka Ferdinanda Peroutky († 13. srpna 2017)
- 1923
  - Jaroslav Moučka, herec († 26. prosince 2009)
  - Miloslav Machek, trumpetista, dirigent a hudební skladatel populární hudby († 12. prosince 1999)
- 1928 – Ilona Borská, spisovatelka a novinářka († 27. prosince 2007)
- 1930
  - Ivan Moravec, klavírista († 27. července 2015)
  - Stanislav Sventek, hokejista († 27. října 2000)
- 1936 – Leo Vaniš, výtvarný umělec († 2005)
- 1950 – Petr Heinzel, astronom
- 1952 – Roman Kameš, akademický malíř
- 1956 – Alexandr Prát, český lední hokejista
- 1957 – Josef Kautzner, kardiolog
- 1959 – Miroslav Táborský, herec
- 1963 – Rostislav Čtvrtlík, herec († 6. března 2011)
- 1964 – Simona Postlerová, herečka († 5. května 2024)
- 1965 – Tomáš Hříbek, filozof
- 1976 – Jaroslav Bednář, hokejista
- 1990 – Hana Lipovská, ekonomka

### Svět

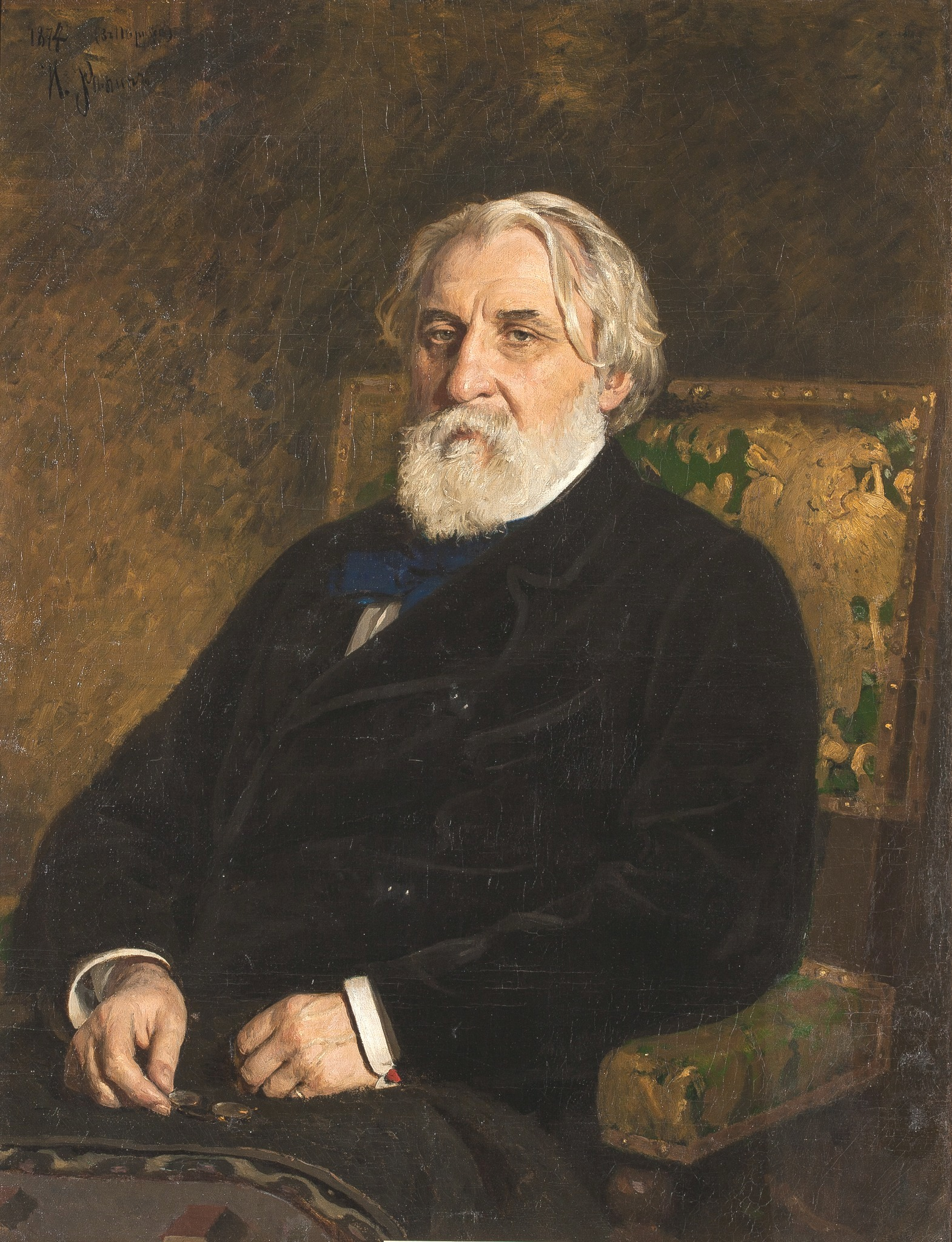
Ivan Sergejevič Turgeněv (* 1818)

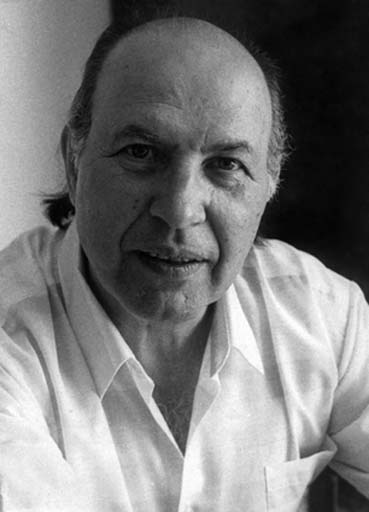
Imre Kertész (* 1929)

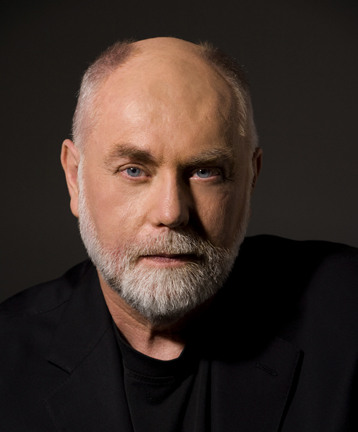
Robert David Hall (* 1947)

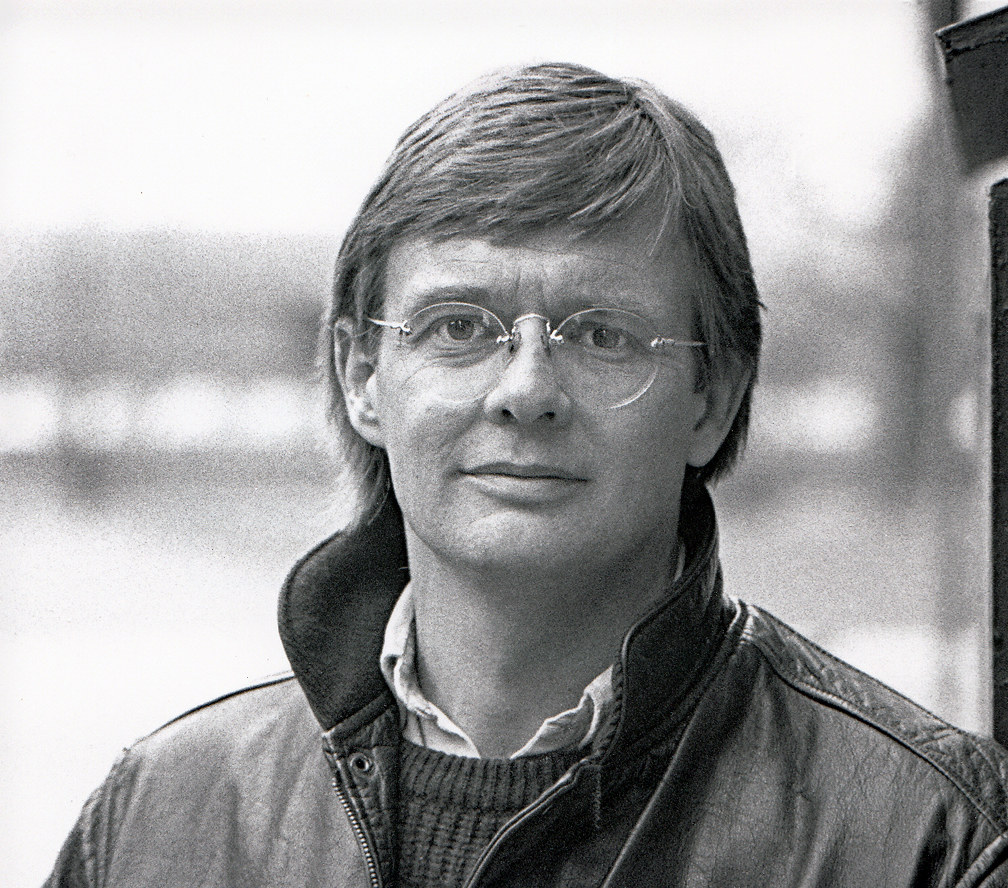
Bille August (* 1948)

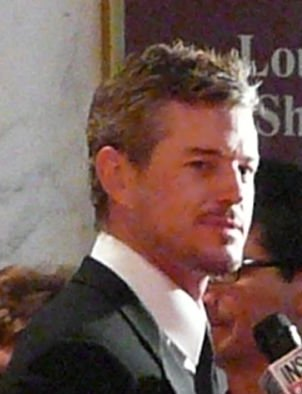
Eric Dane (* 1972)

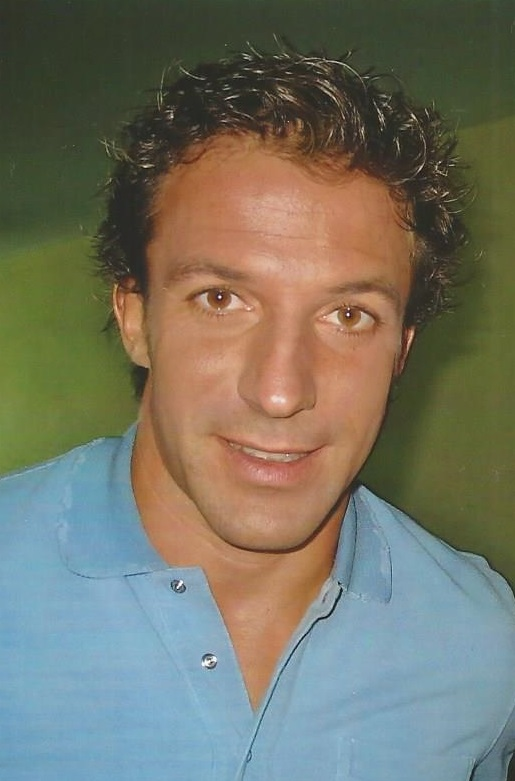
Alessandro Del Piero (* 1974)

- 1389 – Izabela z Valois, francouzská princezna († 13. září 1409)
- 1522 – Martin Chemnitz, protestantský teolog († 8. dubna 1586)
- 1541 – Menso Alting, nizozemský kazatel a teolog († 7. října 1612)
- 1601 – Fridrich Vilém Těšínský, těšínský kníže († 19. srpna 1625)
- 1613 – Ján Misch, jezuitský přírodovědec († 14. října 1677)
- 1683 – Jiří II., panovník Velké Británie a Irska († 25. října 1760)
- 1704 – Hadrian Daude, německý jezuita a historik († 12. června 1755)
- 1717 – Fridrich II. Meklenbursko-Zvěřínský, meklenbursko-zvěřínský vévoda († 21. dubna 1785)
- 1719 – Domenico Lorenzo Ponziani, italský šachista († 15. července 1796)
- 1723 – Anna Amálie Pruská, německá skladatelka († 30. března 1787)
- 1732 – Julie de Lespinasse, francouzská spisovatelka († 23. května 1776)
- 1746 – Alžběta Kristýna Ulrika Brunšvicko-Wolfenbüttelská, první manželka Fridricha Viléma II. Pruského († 18. února 1840)
- 1799 – Gustav Gustavsson Vasa, švédský následník trůnu († 4. srpna 1877)
- 1812 – Paul Abadie, francouzský architekt († 3. srpna 1884)
- 1818 – Ivan Sergejevič Turgeněv, ruský spisovatel († 3. září 1883)
- 1828 – Dragan Cankov, bulharský politik († 24. března 1911)
- 1841
  - Eduard VII., anglický panovník († 6. května 1910)
  - Victor Audouin, francouzský přírodovědec, entomolog a ornitolog (* 27. dubna 1797)
- 1864 – Paul Sérusier, francouzský malíř († 7. října 1927)
- 1866 – Ferdinand Hanusch, ministr rakouských vlád a autor sociální reformy († 28. září 1923)
- 1868 – Marie Dresslerová, americká herečka († 28. července 1934)
- 1869 – Oscar Almgren, švédský archeolog († 13. května 1945)
- 1871 – Josef Zasche, rakousko-český architekt († 11. října 1957)
- 1873 – Tadeusz Miciński, polský spisovatel († únor 1918)
- 1877
  - Enrico De Nicola, italský politik († 1. října 1959)
  - Muhammad Iqbal, indický básník, filozof a politik († 21. dubna 1938)
- 1880
  - Jordan Jovkov, bulharský spisovatel a dramatik. († 15. října 1937)
  - Giles Gilbert Scott, anglický architekt († 9. února 1960)
- 1881 – Wilhelm Rümann, německý námořní důstojník († 31. března 1946)
- 1885
  - Velemir Chlebnikov, ruský básník a dramatik († 28. června 1922)
  - Hermann Weyl, německý matematik, teoretický fyzik a filozof († 8. prosince 1955)
- 1888 – Jean Monnet, francouzský politik, diplomat a ekonom († 17. března 1979)
- 1890 – Grigorij Kulik, maršál Sovětského svazu a velitel dělostřelectva († 24. srpna 1950)
- 1891 – Karl Loewenstein, americký ústavní právník († 10. července 1973)
- 1892 – Erich Auerbach, německý filolog a literární kritik († 13. října 1957)
- 1897 – Ronald George Wreyford Norrish, britský chemik, nositel Nobelovy ceny za chemii († 1978)
- 1898 – Owen Barfield, britský jazykovědec, filozof a spisovatel († 14. prosince 1997)
- 1901 – Rhys Davies, velšský spisovatel († 21. srpna 1978)
- 1902 – Mitrofan Ivanovič Nedělin, velitel Strategických raketových sil SSSR († 24. října 1960)
- 1903 – Léon-Étienne Duval, francouzsko-alžírský kardinál († 30. května 1996)
- 1906 – Sajjid Qutb, egyptský spisovatel († 29. srpna 1966)
- 1907
  - Ludvík Ferdinand Pruský, příslušník Hohenzollenrské dynastie († 1994)
  - Erich Wustmann, německý cestovatel, spisovatel a etnograf († 24. října 1994)
- 1909 – André Clot, francouzský historik († 2002)
- 1912 – Nikolaj Trofimovič Fedorenko, stálý zástupce SSSR při OSN († 2. října 2000)
- 1913 – Hedy Kieslerová, rakousko-americká herečka († 19. ledna 2000)
- 1914 – Cvija Lubetkinová, vůdčí osobnost polské Židovská bojové organizace († 14. července 1976)
- 1915 – Sargent Shriver, americký politik († 18. ledna 2011)
- 1918
  - Spiro Agnew, viceprezident USA († 17. září 1996)
  - Čchö Hong-hui, generál jihokorejské armády, otec taekwonda († 15. června 2002)
- 1919 – Roman Suszko, polský logik († 3. června 1979)
- 1920 – Thomas A. Sebeok, maďarský filozof a lingvista († 21. prosince 2001)
- 1922
  - Imre Lakatos, maďarsko-britský filozof vědy a matematiky († 2. února 1974)
  - László Bulcsú, chorvatský jazykovědec, spisovatel a překladatel († 4. ledna 2016)
- 1923 – Alice Coachmanová, americká olympijská vítězka ve skoku do výšky († 14. července 2014)
- 1924 – Robert Frank, švýcarsko–americký fotograf, režisér a kameraman († 9. září 2019)
- 1925 – Giovanni Coppa, italský kardinál († 16. května 2016)
- 1926 – Martin Benrath, německý herec († 31. ledna 2000)
- 1928 – Lojze Kovačič, slovinský spisovatel († 1. května 2004)
- 1927 – Šlomo Lahat, izraelský generál a politik († 1. října 2014)
- 1929
  - Imre Kertész, maďarský spisovatel a překladatel, nositel Nobelovy ceny († 31. března 2016)
  - Alexandra Pachmutovová, ruská hudební skladatelka
- 1933 – Egil Danielsen, norský olympijský vítěz v hodu oštěpem († 29. listopadu 2019)
- 1934
  - Carl Sagan, americký astronom († 20. prosince 1996)
  - Ingvar Carlsson, premiér Švédska
  - Tengiz Sigua, gruzínský politik a bývalý premiér země
- 1936 – Michail Tal, lotyšský šachista († 28. června 1992)
- 1937 – Cliff Bole, americký režisér († 15. února 2014)
- 1939 – Paul Cameron, americký psycholog
- 1941 – Tom Fogerty, americký hudebník (Creedence Clearwater Revival) († 6. září 1990)
- 1943 – Michael Kunze, německý textař, libretista a spisovatel
- 1944 – Fedor Vico, slovenský karikaturista
- 1947 – Robert David Hall, americký herec
- 1948
  - Bille August, dánský režisér, kameraman a scenárista
  - Dimitar Zlatanov, bulharský volejbalista
- 1952 – Jack W. Szostak, americký biolog, Nobelova cena za fyziologii a medicínu
- 1955 – Janet Fitchová, americká spisovatelka
- 1956 – Lei Clijsters, belgický fotbalista († 4. ledna 2009)
- 1965 – Bryn Terfel, velšský operní pěvec
- 1970
  - Chris Jericho, americký wrestler
  - Bill Guerin, americký lední hokejista
- 1972 – Eric Dane, americký herec
- 1974
  - Sven Hannawald, německý skokan na lyžích
  - Alessandro Del Piero, italský fotbalista
- 1984 – Delta Goodrem, australská zpěvačka a herečka
- 1988 – Nikki Blonsky, americká herečka, zpěvačka a tanečnice
- 1990 – Romain Bardet, francouzský cyklista

## Úmrtí

### Česko

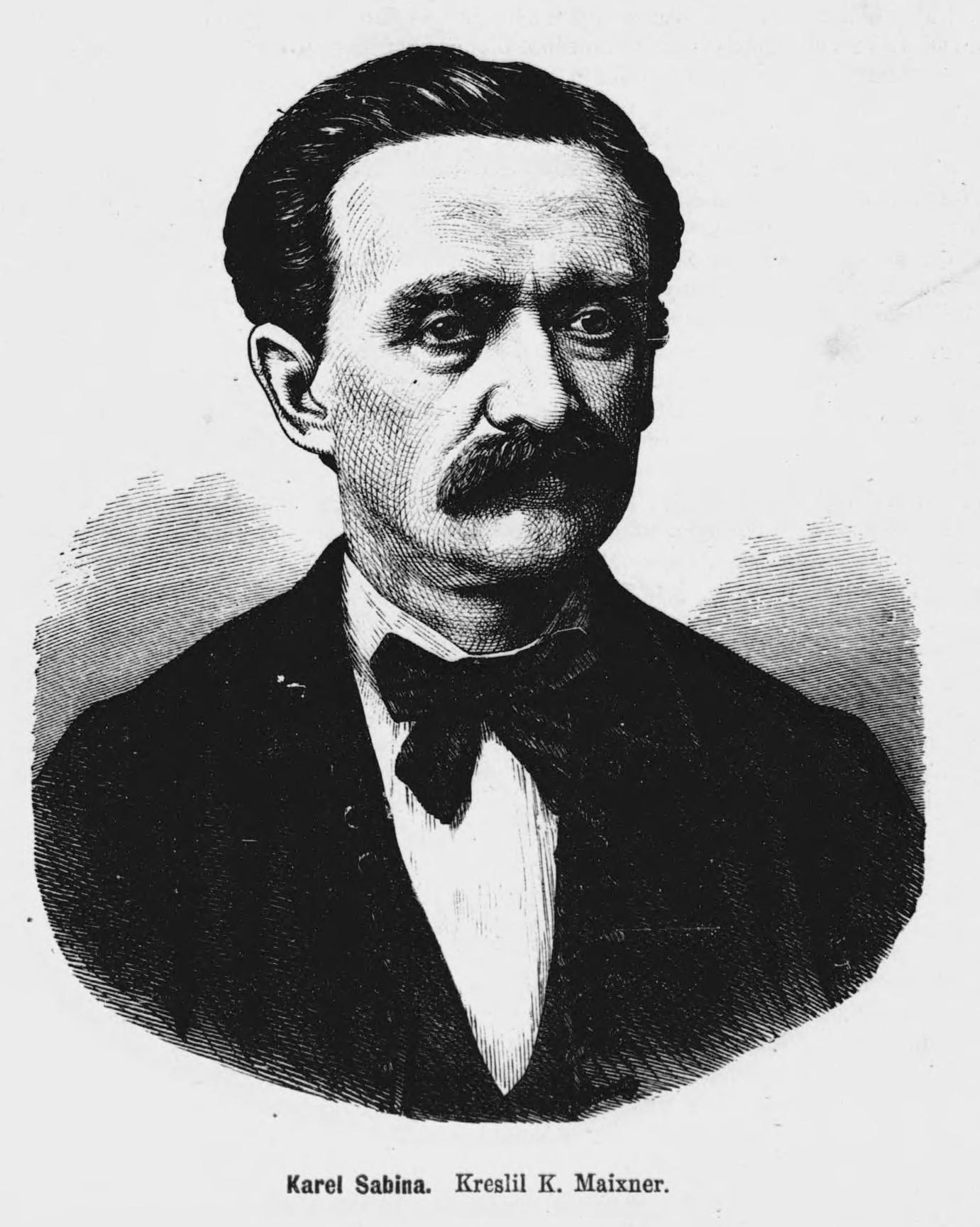
Karel Sabina († 1877)

- 1877 – Karel Sabina, národní buditel, spisovatel, libretista a novinář (* 29. prosince 1813)
- 1965 – Albin Hugo Liebisch, konstruktér a podnikatel (* 26. července 1888)
- 1966 – Miloš Vignati, právník, hudební skladatel a pedagog (* 28. dubna 1897)
- 1980 – Jindřich Severa, malíř, sochař (* 5. dubna 1909)
- 1986 – Jaroslava Muchová, malířka, dcera malíře Alfonse Muchy (* 15. března 1909)
- 1991 – Jana Dítětová, herečka (* 7. října 1926)
- 1992 – Václav Jíra, československý fotbalový reprezentant (* 2. srpna 1921)
- 1996 – Oldřich Meduna, automobilový konstruktér (* 4. září 1902)
- 2000 – Jaromír Podešva, hudební skladatel a pedagog (* 8. března 1927)
- 2005 – Luděk Vimr, malíř, grafik a ilustrátor (* 5. července 1921)
- 2011 – Ivan Martin Jirous, básník, publicista a výtvarný kritik, významná osobnost českého undergroundu (* 23. září 1944)

### Svět

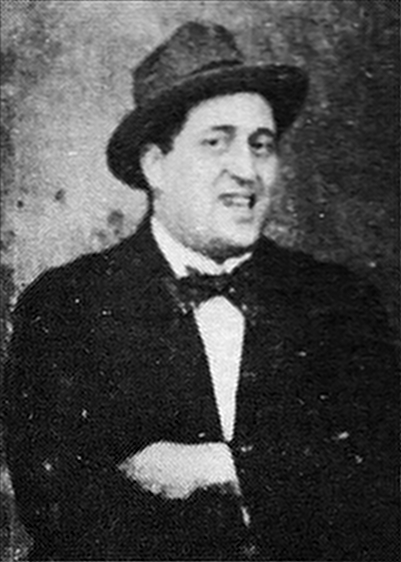
Guillaume Apollinaire († 1918)

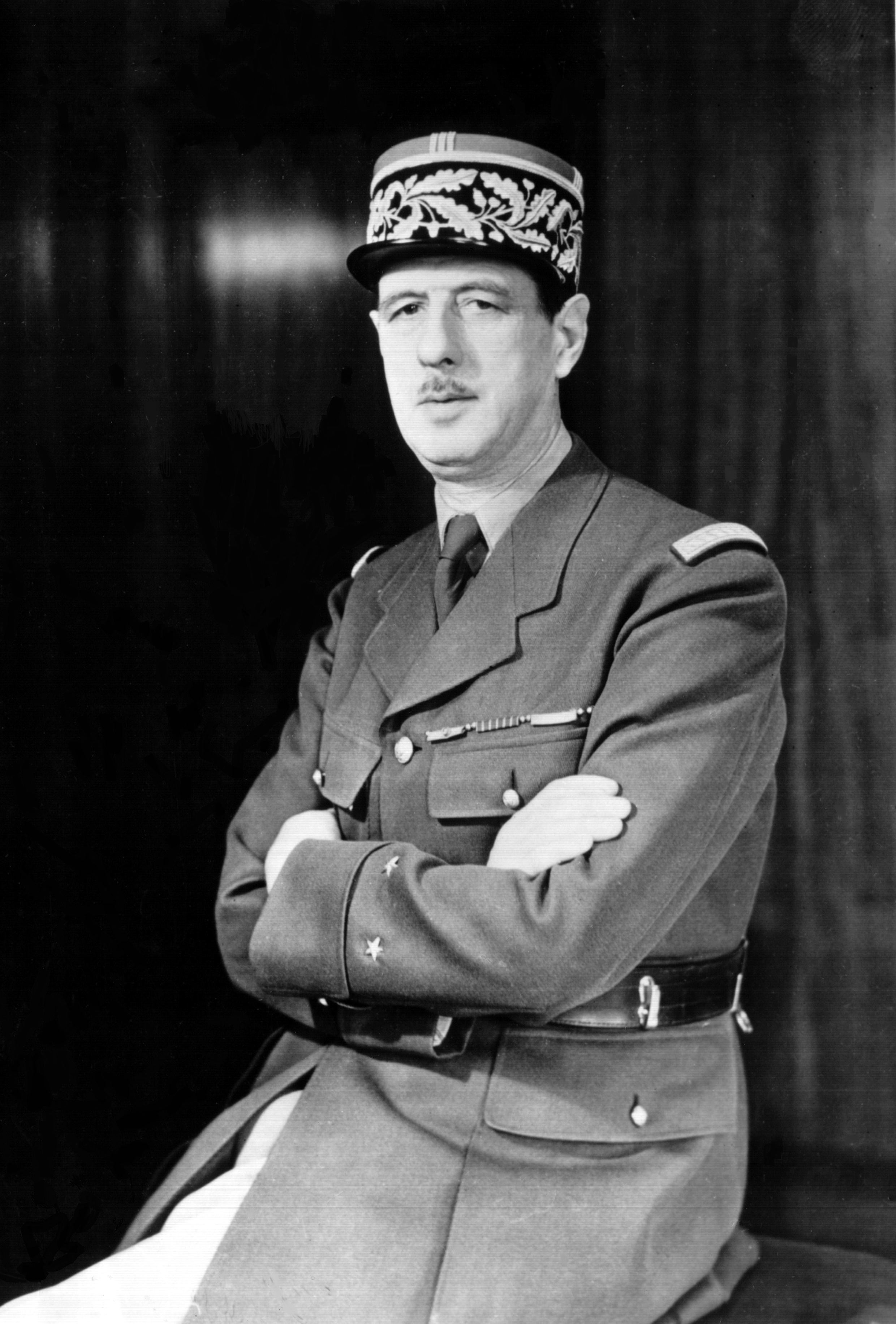
Charles de Gaulle († 1970)

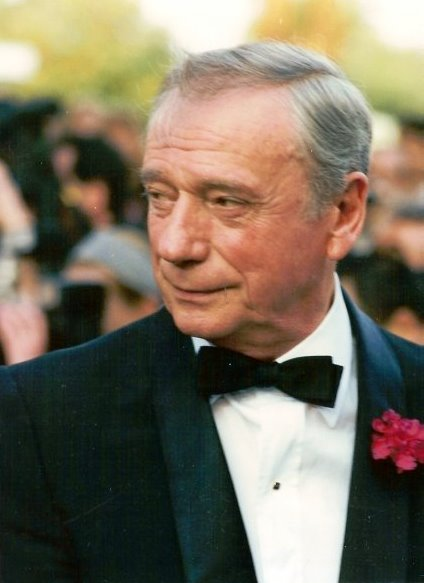
Yves Montand († 1991)

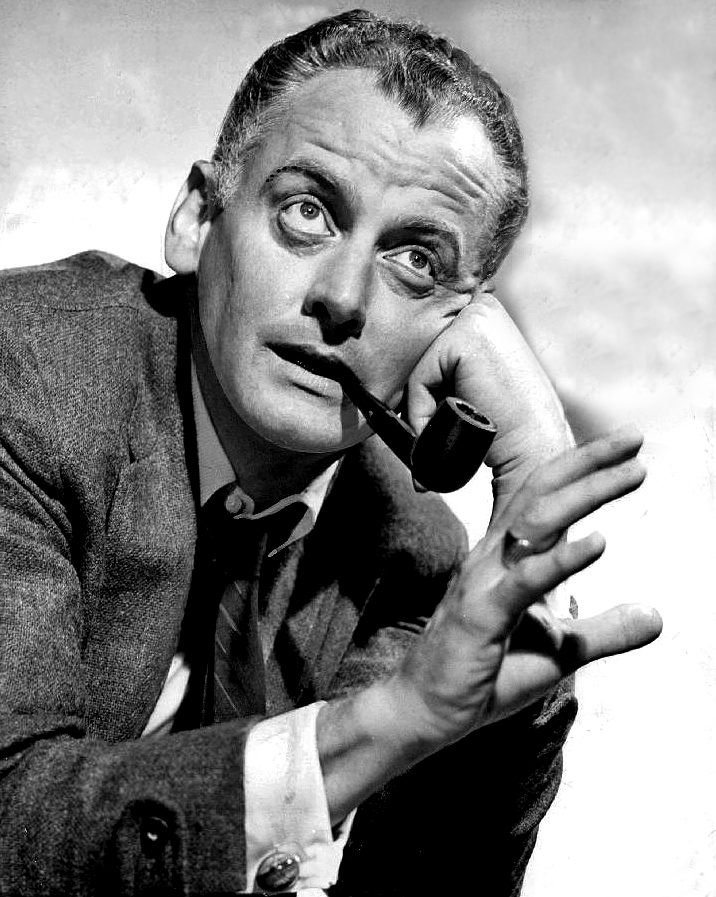
Art Carney († 2003)

- 1187 – Kao-cung, vládce čínské říše Sung (* 12. června 1107)
- 1208 – Sancha Kastilská, aragonská královna († 21. září 1154)
- 1261 – Sancha Provensálská, římská královna (* 1225)
- 1301 – Boleslav I. Surový, svídnicko-javorský kníže z dynastie slezských Piastovců
- 1641 – Ferdinand Španělský, španělský infant, toledský arcibiskup a nizozemský místodržící (* 1609/1610)
- 1677 – Aernout van der Neer, nizozemský malíř (* kolem 1603)
- 1681 – Johann Kunsch von Breitenwald, protestantský kazatel a teolog (* 8. května 1620)
- 1685 – Ludvík Armand I. Bourbon-Conti, francouzský šlechtic a politik (* 30. dubna 1661)
- 1778 – Giovanni Battista Piranesi, italský rytec, archeolog, architekt (* 4. října 1720)
- 1794 – Hryhorij Skovoroda, ukrajinský osvícenský filozof a spisovatel (* 3. prosince 1722)
- 1801 – Karel Stamic, německo-francouzský skladatel českého původu (* 7. května 1745)
- 1830 – Jan Śniadecki, polský matematik, astronom a filozof (* 29. srpna 1756)
- 1856 – Étienne Cabet, francouzský filozof a utopický socialista (* 1. ledna 1788)
- 1896 – Napoleon Sarony, americký litograf a fotograf (* 1821)
- 1906 – Alžběta od Nejsvětější Trojice, francouzská bosá karmelitánka, autorka duchovních spisů, blahoslavená (* 18. července 1880)
- 1918 – Guillaume Apollinaire, francouzský básník (* 26. srpna 1880)
- 1921 – Gyula Breyer, maďarský šachista (* 30. dubna 1893)
- 1923
  - Max von Scheubner-Richter, německý diplomat (* 21. ledna 1884)
  - Oskar Körner, nacista zastřelený za Pivnicového puče (* 4. ledna 1875)
- 1932 – Naděžda Allilujevová, druhá žena Josifa Stalina (* 22. září 1901)
- 1931 – Isaac Newton Lewis, americký vojenský konstruktér (* 12. října 1858)
- 1932 – Rudolf Bauer, maďarský olympijský vítěz v hodu diskem (* 2. ledna 1879)
- 1937 – Ramsay MacDonald, první labouristický předseda britské vlády (* 12. října 1866)
- 1938
  - Ernst vom Rath, německý diplomat (* 3. června 1909)
  - Vasilij Bljucher, maršál SSSR (* 19. listopadu 1890)
- 1940 – Neville Chamberlain, britský politik (* 18. března 1869)
- 1944 – Frank Marshall, americký šachista (* 10. srpna 1877)
- 1951 – Sigmund Romberg, americký skladatel maďarského původu (* 29. července 1887)
- 1952 – Chajim Weizmann, chemik, sionistický vůdce a první prezident Státu Izrael (* 27. listopadu 1874)
- 1953
  - Abd al-Azíz ibn Saúd, král, zakladatel třetího saúdského státu (* 26. listopadu 1876)
  - Dylan Thomas, britský básník (* 27. října 1914)
- 1959
  - Eero Lehtonen, finský olympijský vítěz v pětiboji (* 21. duben 1898)
  - Ramón Cabanillas, španělský spisovatel (* 3. června 1876)
- 1961 – Ferdinand Bie, norský olympijský vítěz v pětiboji (* 16. února 1888)
- 1964 – Felix Weltsch, česko-izraelský, německy i hebrejsky píšící novinář, spisovatel, filozof (* 6. října 1884)
- 1966 – Džisaburó Ozawa, viceadmirál japonského císařského námořnictva (* 2. října 1886)
- 1970 – Charles de Gaulle, francouzský politik a generál (* 22. listopadu 1890)
- 1971 – Ceri Richards, velšský malíř (* 6. června 1903)
- 1978 – Florence Marlyová, česko-americká herečka (* 2. června 1919)
- 1980 – Toyen, česká malířka (* 21. září 1902)
- 1981
  - Frank Malina, česko-americký vědec a vynálezce (* 2. října 1912)
  - Henry Potez, francouzský průmyslník (* 30. září 1891)
- 1987 – Johann Schalk, německý stíhač (* 19. září 1903)
- 1989
  - Alfonz Bednár, slovenský spisovatel (* 19. října 1914)
  - Kenny Hagood, americký jazzový zpěvák (* 2. dubna 1926)
  - Leen Vente, nizozemský fotbalista a trenér (* 14. května 1911)
- 1991 – Yves Montand, francouzský herec a zpěvák (* 13. října 1921)
- 1997 – Carl Gustav Hempel, americký filozof (* 8. ledna 1905)
- 2001
  - Giovanni Leone, premiér Itálie (* 3. listopadu 1908)
  - Nancye Wynneová, australská tenistka (* 2. prosince 1916)
- 2002 – Merlin Santana, americký herec (* 14. března 1976)
- 2003 – Art Carney, americký herec (* 4. listopadu 1918)
- 2004
  - Emlyn Hughes, anglický fotbalista a komentátor (* 28. srpna 1947)
  - Stieg Larsson, švédský novinář, spisovatel (* 15. srpna 1954)
- 2010 – Elena Várossová, slovenská filozofka (* 8. února 1926)
- 2012
  - Joseph D. Early, americký politik (* 31. ledna 1933)
  - Major Harris, americký zpěvák (* 9. února 1947)
  - Milan Čič, předseda vlády Slovenské republiky (* 2. ledna 1932)
- 2013 – Kalaparusha Maurice McIntyre, americký saxofonista (* 24. března 1936)

## Svátky

### Česko
- Bohdan, Božidar, Božidara
- Orest, Orestes
- Darek

Katolický kalendář
- Posvěcení Lateránské baziliky
- Čtyři korunovaní mučedníci
- Alžběta z Dijonu

### Svět
- Mezinárodní den boje proti fašismu a antisemitismu

## Pranostiky

### Česko
- Svatý Teodor – mrazy lezou z hor.
- Na svatého Teodora sedlák ještě pilně orá.

| 9. listopad v pražském KlementinuÚdaje jsou platné k 29. 4. 2025. | 9. listopad v pražském KlementinuÚdaje jsou platné k 29. 4. 2025. | 9. listopad v pražském KlementinuÚdaje jsou platné k 29. 4. 2025. |
| minimum                                                           | denní průměr                                                      | maximum                                                           |
| ----------------------------------------------------------------- | ----------------------------------------------------------------- | ----------------------------------------------------------------- |
| −8,0 °C (1786)                                                    | 7,1 °C (od 1961)                                                  | 17,6 °C (1895)                                                    |